# Solheimsviken Station
Solheimsviken Station (Solheimsviken stasjon) var en jernbanestation på Vossebanen, der lå i kvarteret Solheimsviken i Bergen i Norge.
Stationen åbnede som holdeplads, da banen blev taget i brug 11. juli 1883. Oprindeligt hed den Solheimsvigen, men den skiftede navn til Solheimsviken i 1888. Den blev opgraderet til station 1. juli 1910. Den blev nedlagt 26. maj 1913, da banen blev omlagt til den nuværende Bergen Station.
Stationsbygningen blev opført i 1894 efter tegninger af Balthazar Lange. Den blev senere solgt fra og revet ned i 1961.